# Vienna DC Timberwolves
O Vienna DC Timberwolves, também conhecido simplesmente como DC Timberwolves, é uma equipe profissional de basquetebol localizada na cidade de Viena, Áustria que atualmente disputa a Admiral Basketball Bundesliga. Foi fundado em 1972 e manda seus jogos no T-Mobile Dome com capacidade de 800 espectadores.

## Temporada por temporada
| Temporada | Nível | Liga  | Posição | Pós-temporada    |
| --------- | ----- | ----- | ------- | ---------------- |
| 2009-10   | 2     | 2.ÖBL | 3       |                  |
| 2010-11   | 2     | 2.ÖBL | 5       |                  |
| 2011-12   | 2     | 2.ÖBL | 6       |                  |
| 2012-13   | 2     | 2.ÖBL | 1       |                  |
| 2013-14   | 2     | 2.ÖBL | 3       |                  |
| 2014-15   | 2     | 2.ÖBL | 2       |                  |
| 2015-16   | 2     | 2.ÖBL | 9       |                  |
| 2016-17   | 2     | 2.ÖBL | 6       |                  |
| 2017-18   | 2     | 2.ÖBL | 1       | PromovidoCampeão |
| 2018-19   | 1     | ÖBL   |         |                  |

fonte:eurobasket.com

## Artigos relacionados
- Liga Austríaca de Basquetebol
- Liga Austríaca de Basquetebol (segunda divisão)